# Schronisko Małej Skały Powroźnikowej
Schronisko Małej Skały Powroźnikowej – jaskinia typu schronisko w miejscowości Racławice w województwie małopolskim, w powiecie krakowskim, w gminie Jerzmanowice-Przeginia. Znajduje się w północnej, górnej części Skały Powroźnikowej w Dolinie Racławki na Wyżynie Olkuskiej.

## Opis obiektu
Schronisko znajduje się w północnej części masywu skały. Ma postać skalnej nyży. Od głównego otworu północnego (dokładniej NNE) biegnie ciasna szczelina łącząca się z drugą, znajdującą się 2 m wyżej nyżą. Schronisko powstało na międzyławicowej fudze w wapieniach skalistych z górnej jury. Nisza południowa uległa silnej modyfikacji podziemnymi wodami krasowymi. Na ścianach nyż występują nacieki grzybkowe, niewielkie kanały krasowe, jamki wirowe, czarne naloty i naskorupienia. Wnętrze nyż jest suche i przewiewne, dno jest skaliste, przy północnym otworze przysypane próchnicą i skalnym gruzem. Na ścianach wokół otworów rozwijają się glony, schronisko z wyjątkiem ciasnego korytarzyka jest widne.
Schronisko znane było od dawna, ale nie było opisywane. Po raz pierwszy jego plan i opis sporządził A. Polonius w 2014 r.
W Skale Powroźnikowej znajdują się jeszcze dwa inne schroniska: Schronisko z Wersalką w Powroźnikowej i Schronisko z Cegłami w Powroźnikowej.

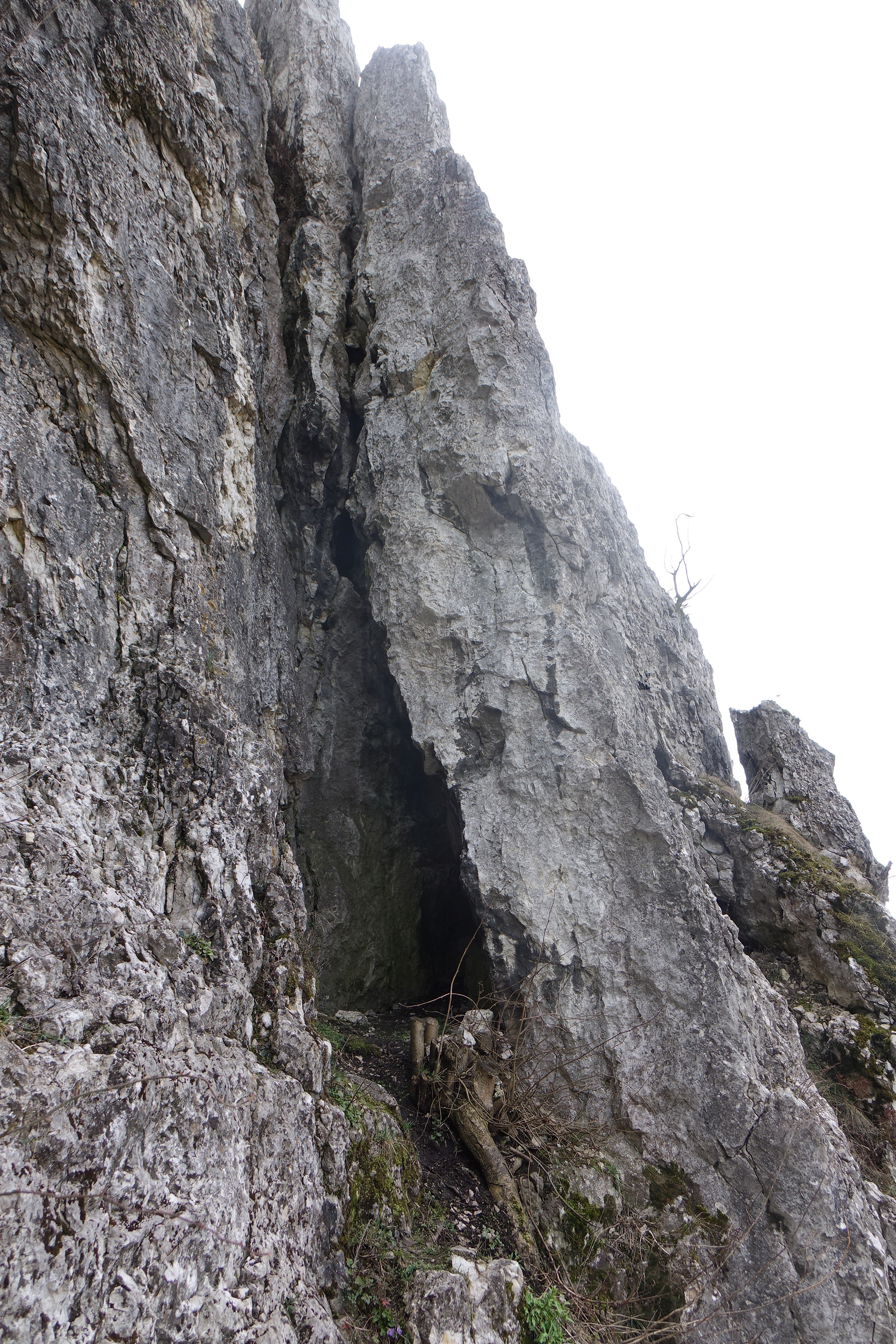
Otwór północny